# Stazione di Amendola
La stazione di Amendola è una fermata ferroviaria posta sulla linea Foggia-Manfredonia, nel territorio comunale di Manfredonia.

## Storia
Costruita per esigenze locali, venne chiusa al traffico negli anni novanta del XX secolo.

## Strutture e impianti
La fermata, posta alla progressiva chilometrica 16+346, fra la stazione di Foggia e la fermata di Frattarolo, conta un unico binario servito da un marciapiede.
L’impianto si trova in pessimo stato di manutenzione a causa del lungo inutilizzo; il piccolo fabbricato viaggiatori è abbandonato.

## Movimento
La fermata, pur formalmente attiva, non è servita da alcun treno, tanto da non essere nemmeno segnalata sull’orario ufficiale di Trenitalia.
In passato vi si originava un raccordo ferroviario diretto al vicino aeroporto militare, che generava un certo traffico merci.